# Coussarea
Coussarea är ett släkte av måreväxter. Coussarea ingår i familjen måreväxter.

## Dottertaxa tillCoussarea, i alfabetisk ordning[1]
- Coussarea accedens
- Coussarea acuminata
- Coussarea albescens
- Coussarea amapaensis
- Coussarea ampla
- Coussarea amplifolia
- Coussarea antioquiana
- Coussarea auriculata
- Coussarea austin-smithii
- Coussarea bahiensis
- Coussarea bernardii
- Coussarea biflora
- Coussarea bocainae
- Coussarea brevicaulis
- Coussarea brevipedunculata
- Coussarea capitata
- Coussarea caroliana
- Coussarea catingana
- Coussarea cephaeloides
- Coussarea cerroazulensis
- Coussarea chiapensis
- Coussarea coffeoides
- Coussarea congestiflora
- Coussarea contracta
- Coussarea cuatrecasasii
- Coussarea curvigemma
- Coussarea duckei
- Coussarea dulcifolia
- Coussarea duplex
- Coussarea durifolia
- Coussarea ecuadorensis
- Coussarea enneantha
- Coussarea evoluta
- Coussarea fanshawei
- Coussarea flava
- Coussarea friburgensis
- Coussarea frondosa
- Coussarea garciae
- Coussarea graciliflora
- Coussarea grandifolia
- Coussarea grandifructa
- Coussarea grandis
- Coussarea granvillei
- Coussarea hallei
- Coussarea hirticalyx
- Coussarea hondensis
- Coussarea hyacinthiflora
- Coussarea hydrangeifolia
- Coussarea ilheotica
- Coussarea imitans
- Coussarea impetiolaris
- Coussarea insignis
- Coussarea janeirensis
- Coussarea japurana
- Coussarea jefensis
- Coussarea klugii
- Coussarea krukovii
- Coussarea lagoensis
- Coussarea lanceolata
- Coussarea lasseri
- Coussarea latifolia
- Coussarea leptoloba
- Coussarea leptophragma
- Coussarea leptopus
- Coussarea liesneri
- Coussarea liliiflora
- Coussarea linearis
- Coussarea locuples
- Coussarea loftonii
- Coussarea longiacuminata
- Coussarea longiflora
- Coussarea longifolia
- Coussarea longilaciniata
- Coussarea machadoana
- Coussarea macrocalyx
- Coussarea macrophylla
- Coussarea mapourioides
- Coussarea mediocris
- Coussarea megalocarpa
- Coussarea megistophylla
- Coussarea meridionalis
- Coussarea mexicana
- Coussarea micrococca
- Coussarea morii
- Coussarea moritziana
- Coussarea neei
- Coussarea nigrescens
- Coussarea nodosa
- Coussarea obliqua
- Coussarea obscura
- Coussarea ovalis
- Coussarea paniculata
- Coussarea penetantha
- Coussarea petiolaris
- Coussarea pilosiflora
- Coussarea pilosula
- Coussarea pittieri
- Coussarea platyphylla
- Coussarea procumbens
- Coussarea psychotrioides
- Coussarea rafa-torresii
- Coussarea regnelliana
- Coussarea resinosa
- Coussarea revoluta
- Coussarea rudgeoides
- Coussarea sancti-ciprianii
- Coussarea schiffneri
- Coussarea sessilifolia
- Coussarea speciosa
- Coussarea spicata
- Coussarea spiciformis
- Coussarea strigosipes
- Coussarea surinamensis
- Coussarea talamancana
- Coussarea tenuiflora
- Coussarea terepaimensis
- Coussarea tortilis
- Coussarea tricephala
- Coussarea triflora
- Coussarea uniflora
- Coussarea urbaniana
- Coussarea urophylla
- Coussarea vallis
- Coussarea venosa
- Coussarea verticillata
- Coussarea villosula
- Coussarea violacea
- Coussarea viridis